# WLAJ-TV
WLAJ-TV는 미국 ABC 계열의 방송국이다. 채널 번호는 3번이며, 미국 미시간주의 랜싱과 잭슨 지역을 담당한다.